# Путь героя

Подземелья Чёрного замка, первое издание

Приключенческая книга-игра, Путь героя и Книга-игра — серии русскоязычных книг-игр, издававшихся с 1991 по 1993 год «Производственно-коммерческим центром „АТ“» и «Товариществом „Калейдоскоп“» (первая серия), в 1995 году — издательством АСТ и Инфорком-Пресс (вторая серия) и с 2010 года — издателем Сергеем Селивановым (третья серия). В серию «Путь героя» вошли книги только двух авторов, хотя изначально планировался больший объем работ.

## Книги Дмитрия Браславского
В серию «Приключенческая книга-игра» вошли четыре книги Д. Ю. Браславского. Позже они были переизданы в серии «Путь героя». При этом книги были значительно отредактированы, и три из них были объединены общим сеттингом. Параграфы книги представляют собой не просто перечисление возможных действий героя, а художественный текст. Перед каждой книгой — короткое литературное вступление, подобное генерации персонажа в компьютерной игре.
Правила в «Пути героя» в целом соответствуют общим правилам книг-игр. При этом от книги к книге они несколько варьируются в деталях. Для игры можно использовать, кроме настоящих игральных костей, и «внутренние» — нарисованные на каждом развороте в случайном порядке грани игрового кубика. «Бросок» выполняется открыванием страницы наугад.
У героя есть стандартные характеристики силы (аналог здоровья в компьютерных играх, при нулевом уровне наступает «смерть»), ловкости и удачи. В процессе игры герой может погибнуть как при уменьшении силы до нуля, так и сюжетно — перейдя на тупиковый параграф. После «смерти» предлагается начать игру заново, с новыми стартовыми параметрами.

### Подземелья чёрного замка
Сюжетно «Подземелья Чёрного замка» — первая книга о приключениях «одного героя», то есть игрока. Действие разворачивается в сказочном королевстве Элгариол, у короля которого злой маг Барлад Дэрт похитил дочь. Мир Элгариола — фэнтезийный, не очень подробно прописанный. Чародей спрятал девушку в своей цитадели, стоящей в волшебном лесу. Герой должен пройти лес, найти цитадель мага, обнаружить принцессу и убить чародея.
Кроме стандартных, у героя есть параметр обаяние, проверяемый при некоторых диалогах: при удаче значение параметра повышается, при неудаче — падает. Герой отправляется в лес пешим, вооружённый мечом (отнимающим по две единицы силы за удар), с ограниченным по размеру заплечным мешком, в который можно складывать полученные и найденные в процессе игры предметы, способные очень сильно влиять на ход игры (у каждого предмета прописано положительное или отрицательное число, которое при использовании прибавляется к номеру параграфа, на котором остановился игрок; на возможность использовать каждый предмет прямо указывается в тексте). Герою также даётся с собой некоторый запас восстанавливающей силу еды и пятнадцать золотых монет — неразменную валюту Элгариола.
В первом издании не отмечалось, что данный мир и есть Элгариол, но на это прямо указывалось в четвёртой книге — «Повелитель безбрежной пустыни». Во втором издании это было исправлено.

### Тайна капитана Шелтона
Сюжетно книга является продолжением предыдущей. Спасителя принцессы приглашают в город-порт Грейкейп, в прибрежных водах которого стали пропадать корабли. Ходят слухи, что их топит Неведомое. Герой должен найти того, кто осмелится выйти с ним в море, и разобраться, что происходит. В любом случае корабль потерпит необъяснимое крушение, но герой обнаружит волшебное умение дышать под водой. Ему придется иметь дело с населением подводного мира — русалками, тритонами, разнообразными рыбами и морскими чудовищами. Герою требуется найти способ выплыть на поверхность к группе островов, после чего ему дается ограниченный по игровому времени срок обойти эти острова, по истечении которого игрок автоматически переходит на центральный, где последует серия финальных сражений.
Параметры и снаряжение мало отличаются от такового в «Подземельях Чёрного замка». В отличие от предыдущей книги, в этой игроку предоставляется возможность пользоваться помощью многих людей и существ, особенно в сражениях. В финальной серии битв помощь союзников становится практически необходимой.
Во втором издании действие из реального мира XVII века перенесено в сказочное королевство Элгариол.

### Верная шпага короля
Книга выделяется из всей серии как местом действия, так и разнообразием дополнений к правилам.
Действие книги происходит во Франции XVI века. Последний король династии Валуа Генрих III не оставил наследника, и его место осталось вакантным. Противостояние католиков и гугенотов снова набирает силу. Герой книги — молодой гасконский дворянин, гугенот, сторонник законного наследника Генриха Наваррского. Как верный союзник, он соглашается выполнить поручение Генриха: добраться до Парижа и разыскать нескольких людей. Путь до столицы неблизкий, а Католическая лига старается не допустить, чтобы ставленник Генриха добрался до цели. По ходу дела герой узнает также и обстоятельства гибели своего отца.
В «Верной шпаге короля» к трем основным параметрам добавлена честь. Её значение зависит от поступков главного героя: благородные поступки прибавляют одно очко, недостойные — отнимают. Не все ситуации, значимые для чести, очевидно решаемы, и многие представляют собой дилемму: потеря чести либо существенное осложнение прохождения. Если очки чести падают до нуля, игра прекращается (герой совершает «самоубийство»). С параметром честь связан один из вариантов прохождения.
Герой, не запятнавший себя богохульством, может один раз за игру в некоторых случаях воззвать к Богу, и тот совершит чудо. Это одна из немногих мистических деталей в игре, в целом выдержанной в реалистическом ключе.
В «Верной шпаге короля» есть также временное ограничение на прохождение — герою дается семь дней на путешествие с юга Франции на север, до Парижа. Каждый день герой обязан есть и спать, иначе его сила снижается. В книге есть контурная карта Франции, так как ориентирование по направлениям играет в сюжете важную роль.
Снаряжение героя тоже отличается от такового в остальных книгах серии. Во-первых, герой отправляется в путь верхом на вороном коне по кличке Арбалет. Коня можно потерять, но в городах потерю можно восполнить, купив другого на рынке. Во-вторых, кроме аналогичной мечу из других книг серии шпаги, у героя в снаряжении есть пистолет. Заряды к нему также можно покупать в процессе путешествия. Пистолет либо однократно отнимает 4 очка силы, либо, при проверке удачи, может убить противника сразу (в случае неудачи — выстрел пропадает впустую). В-третьих, деньгами в игре служат не золотые, а экю и су (в одном экю 30 су). Различных предметов-артефактов, влияющих на ход игры, в этой книге очень мало.
Также к основному оружию в начале игры предлагается добавить одно из пяти умений:
- Тайный удар шпагой — отнимающий 4 силы у противника, применяется один раз за бой.
- Бой со шпагой и кинжалом — при успешно проведенном раунде атаки у противника отнимаются 3 очка силы. Чтобы умение действовало, кинжал нужно будет купить в процессе игры.
- Стрельба из двух пистолетов — отнимает 8 очков силы при нападении на одного персонажа, либо по 4 у двоих. Второй пистолет также нужно будет покупать.
- Фехтование левой рукой — защищает от потери одного очка ловкости при фехтовании левой рукой (игрока или противника). Умение оказывается полезным обычно только в финале игры.
- Плавание — по сюжету, герой раньше не учился плавать. Может облегчить передвижение героя по карте.

В книге содержится «пасхальное яйцо»: несмотря на то, что действие сюжета развивается во Франции, в процессе прохождения можно найти упоминание о главном злодее «Подземелья Чёрного замка» Барладе Дэрте в качестве героя сказки. Помимо этого, один из второстепенных персонажей «Подземелья Чёрного замка», маг Хэрнок, встречается во плоти и помогает главному герою приблизиться к разгадке тайны своей семьи.

### Повелитель безбрежной пустыни
Сюжетно книга является продолжением первой. Король Элгариола и его придворный маг Мерлин обращаются к уже спасавшему королевство герою, чтобы тот отправился в огромную пустыню, где обосновался некий могущественный маг, представляющий угрозу для Элгариола. Герою требуется пересечь пустыню или болото рядом с ней, преодолеть горный хребет Лонсам и вторую пустыню, лежащую за ним. Отличительной особенностью является то, что в этой игре не один главный злодей.
Кроме стандартных, у героя есть параметр сила мысли — магическая способность. В этой книге почти каждый бой можно вести как стандартным способом, так и телепатически. После каждой победы в поединке разумов сила мысли героя возрастает на единицу, и герой получает дополнительные способности. В книге очень мало предметов-артефактов.
Во втором издании существует опечатка, которая может сделать непроходимой всю игру. Начиная с 590 параграфа все параграфы имеют номер на единицу меньше, чем нужно.

## Книги Ольги Голотвиной
Книги О. В. Голотвиной не выходили в первой серии. В серию «Путь героя» вошли три её книги-игры:
- «Вереница миров, или выводы из закона Мэрфи» — книга в жанре научной фантастики. Герой книги, майор космического патруля, с помощью телепортации путешествует по разным планетам, преследуя похитителя секретного оружия.
- «Капитан „Морской ведьмы“» — приключения на неизведанном острове. Задача героя книги — спасти своих спутников.
- По закону прерии — книга в жанре вестерна. Герой книги — шериф, преследующий бандита в прерии.

## Тиражи и невышедшие книги
Книги Д. Ю. Браславского издавались большими тиражами. Так, в серии «Приключенческая книга-игра» тиражи достигали 100000 экземпляров.
У книг второй серии тиражи достигали 40000 экземпляров.
Тиражи книг О. В. Голотвиной были существенно меньшими, по 3000 экземпляров.
В 1996 году для печатного издания было запланировано ещё как минимум четыре книги Д. Ю. Браславского:
- Лабиринт затаившейся смерти
- Холодное сердце Далрока
- Мерцание эльфийского портала
- Верховный жрец Айригаля

Ни одна из них так и не вышла в печать. Позднее две из них были опубликованы в электронном варианте. «Мерцание эльфийского портала» помещено в сокращенном варианте на официальной страничке автора для ознакомления.
«Лабиринт затаившейся смерти» вместе с «Подземелья Черного замка» вышел на CD-диске «Игровая матрица», изданного компанией «Бука», как текстовая ролевая игра.
Полная электронная версия книги «Мерцание эльфийского портала» и книга «Лабиринт затаившейся смерти» были опубликованы автором на сайте «Публикант.ру» Но в 2009 году сняты с продажи в связи с низким спросом.

## Новейшая жизнь серии книг
В 2010 году издание книг-игр возобновил издатель Сергей Селиванов. Все книги (кроме первых двух, которые по сути являлись экспериментальными) были представлены в твёрдом переплёте, для книг созданы новые оригинальные иллюстрации и обложки.
Издано в 2010 году:
- Подземелья Чёрного замка (Дмитрий Браславский)

Издано в 2011 году:
- Тайна капитана Шелтона (Дмитрий Браславский)
- По закону прерии (Ольга Голотвина)
- Верная шпага короля (Дмитрий Браславский)
- Повелитель безбрежной пустыни (Дмитрий Браславский)
- Лабиринт затаившейся смерти (Дмитрий Браславский)

Издано в 2012 году:
- Холодное сердце Далрока (Дмитрий Браславский)

Издано в 2013 году:
- Мерцание эльфийского портала (Дмитрий Браславский)

Издано в 2014 году:
- Подземелья Чёрного замка (Дмитрий Браславский, 4-е издание, значительно переработан текст книги)
- Капитан «Морской ведьмы» (Ольга Голотвина)

Издано в 2015 году:
- Тайна капитана Шелтона (Дмитрий Браславский, 4-е издание, значительно переработан текст книги)

Озвученные планы издательства на 2015 год:
- Верховный жрец Айригаля (Дмитрий Браславский)
- Вереница миров, или Выводы из закона Мерфи (Ольга Голотвина)
- Заложники пиратского адмирала (Ольга Голотвина)